# Schloss Radzyń Podlaski

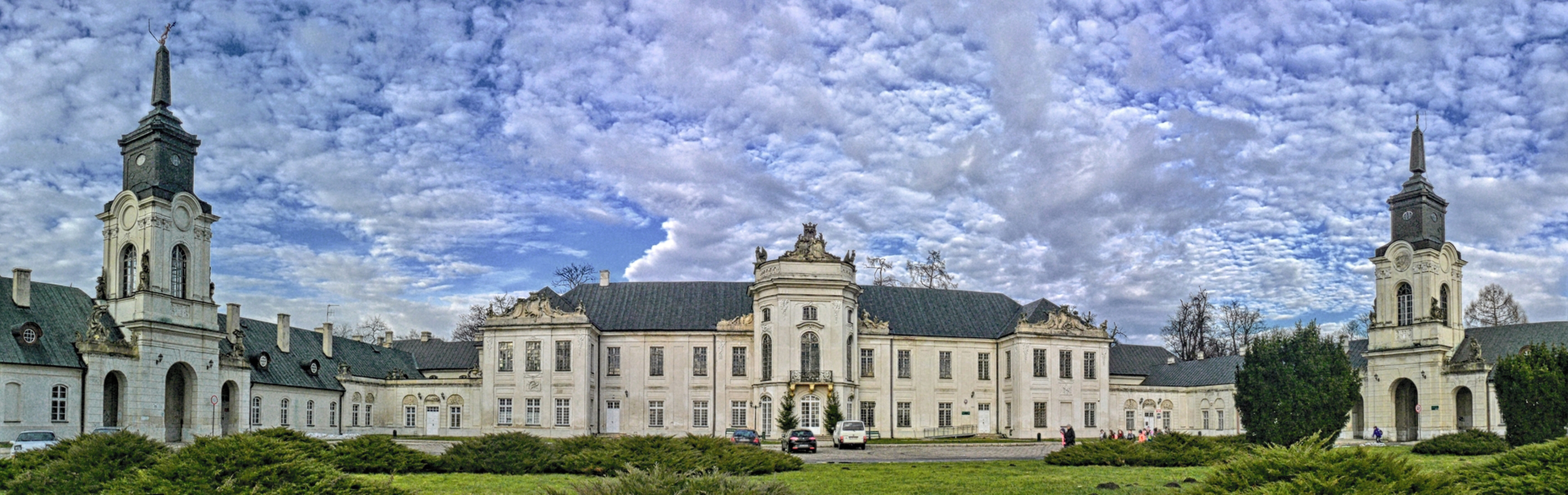
Frontfassade des Schlosses

Das Schloss Radzyń Podlaski (polnisch Pałac w Radzyniu Podlaskim) ist ein Schloss in Radzyń Podlaski nördlich von Lublin, der Hauptstadt der polnischen Woiwodschaft Lublin.

## Geschichte
1522 wurde eine Burg hier erwähnt, die in den Jahren von 1566 bis 1567 zu einem Renaissance-Schloss von den Mniszech ausgebaut wurde. Das Schloss wurde von 1685 bis 1709 im Barockstil von Augustyn Wincenty Locci für Stanisław Antoni Szczuka erbaut. Ein Umbau erfolgte von 1750 bis 1759 durch Giacomo Fontana und Johann Chrysostomus Redler für Eustachy Potocki im Stil des Rokoko. Den englischen Garten legte 1755 Martin Knackfus an. Anfang des 19. Jahrhunderts erwarb Anna Jadwiga Sapieżyna den Palast. Seit 1920 befindet er sich in Staatsbesitz.